# Penaeus semisulcatus
Penaeus semisulcatus, la gamba tigre verda o gamba tigre estriada, és una espècie de gamba comercialment important del gènere Penaeus.

## Descripció
Penaeus semisulcatus té un cos marró pàl·lid que de vegades mostra una tonalitat verdosa al cefalotòrax (vulgarment cap) amb dues bandes transversals grogues o crema a la part posterior d'aquesta regió. L'abdomen té bandes transversals de color gris marronós i groc pàl·lid, mentre que les antenes tenen bandes marrons i grogues. Té un cefalotòrax i un abdomen uniformement llisos. El rostre té set o vuit dents dorsals i tres dents ventrals. La cresta i el solc atrodrostral, la carina, s'estén més enllà de la dent epigastral amb la carina postrostral gairebé arribant a la part posterior del cap. La longitud total màxima és de 180 mm per als mascles i 228 mm per a les femelles, amb un pes de fins a 130 g.

## Distribució
Penaeus semisulcatus té una distribució Indo-Pacífica, es troba des de l'est d'Àfrica i el Mar Roig a l'est fins a Indonèsia i el nord d'Austràlia. També ha colonitzat el Mediterrani oriental a través del canal de Suez, convertint-lo en un migrant lessepsià.

## Hàbitat i ecologia
Es produeix des d'aigües costaneres fins a 130 m de profunditat sobre substrats sorrencs i fangosos. Al golf Pèrsic, la posta de P. semisculatus és en el seu apogeu durant el desembre i el març, però es produeix un pic secundari a la tardor; El 90% de les gambes femelles assoleixen la maduresa sexual després d'aconseguir una longitud de cefalotòrax de 54 mm. La posta té lloc principalment en alta mar. Els adults són marins, però els joves prefereixen els ambients d'estuari.

## Explotació humana
Penaeus semisulcatus té una importància menor a moderada a Madagascar, al llarg de la costa oriental d'Àfrica i a la Mar Roja. Al llarg de les costes del sud-oest asiàtic, des del golf d'Aden fins al Pakistan, aquesta espècie és de gran importància per a la pesca en alta mar. A l'Índia, no és tan important comercialment com Penaeus monodon. P. semisulcatus és probablement una espècie econòmicament important a Sri Lanka, Singapur i les Filipines, així com a Hong Kong, el sud del mar del Japó i Corea. A la Mediterrània, s'està convertint en important per a la pesca de Turquia, Israel i Egipte.
A l'Índia, P. semisulcatus té un paper en el cultiu de gambes i llagostins als arrossars del delta del Ganges. S'estan duent a terme experiments d'aqüicultura amb aquesta espècie a Taiwan i Tailàndia. Les gambes capturades al Pakistan s'exporten congelades o en conserva, o s'utilitzen per fer farina de gambes i pasta de gambes.

## Prohibició d'importació australiana
El 2017, es va produir un brot de la malaltia de la taca blanca al sud-est asiàtic, que va portar a Austràlia a prohibir les importacions de gambes.